# Emile André Kiener

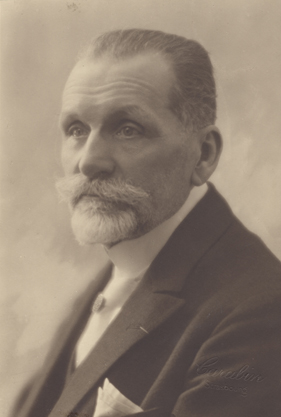
André Emile Kiener, 1928

André Emile Kiener, 1911

Emile André Kiener (* 21. April 1859 in Colmar; † 26. August 1928 ebenda) war ein elsässischer Industrieller und Landtagsabgeordneter.

## Familie
Emile André Kiener war der Sohn des Unternehmens André Emile Kiener (* 2. März 1829 in Lille;† 24. April 1872 in Colmar) und dessen Frau Caroline Barbe Kiener (* 20. Mai 1833 in Colmar; † 23. August 1910 ebenda). 
Emile André Kiener, der evangelischer Konfession war, heiratete am 15. März 1882 in Mülhausen Lucie geborene von Stetten (* 6. September 1858 in Mülhausen; † 23. Dezember 1941 in Colmar). Aus der Ehe gingen 5 Kinder hervor:
- Marguerite Jeanne Kiener (* 10. März 1883 in Colmar; † 15. April 1957 in Mulhouse), verheiratet mit André Scheurer
- Paul André Kiener (* 4. Oktober 1884 in Colmar; † 28. Juni 1969 ebenda)
- Lucie Kiener (* 31. Juli 1886 in Colmar; † 16. April 1900 ebenda)
- Blanche Gabrielle Kiener (* 20. März 1889 in Colmar; † 26. April 1975 in Grasse) verheiratet mit Robert Redslob
- Jean Jacques Kiener (* 21. März 1892 in Colmar; † 28. August 1964 ebenda)

## Leben
Emile André Kiener besuchte die Oberrealschule in Mülhausen und die Spinn- und Webeschule in Mülhausen. 1880, mit 21 Jahren, übernahm er das elterliche Unternehmen (der Vater war gestorben, als er erst 13 Jahre alt war)
Seine Firma A. Kiener & Cie. (Wollspinnerei, Weberei, Färberei und Appretur) war 1830 durch seinen Großvater gegründet worden. André Kiener führte das Unternehmen zur Blüte. 1928 hatte seine Fabrik nahezu 3.000 Mitarbeiter. Nach seinem Tod führten die Söhne Paul André und Jean Jacques das Unternehmen weiter. André Kiener führte in seinem Unternehmen eine Reihe von Sozialleistungen wie Werkswohnungen für die Mitarbeiter ein.
Er gehörte einer Vielzahl von Aufsichtsräten und berufsständischen Organisationen an.

## Politik
1896 bis 1908 Mitglied des Gemeinderates von Colmar und 1902 bis 1908 Beigeordneter. Er war 1905 bis 1928 Präsident der Handelskammer Colmar. Von dieser wurde er 1911 in die erste Kammer des Landtags des Reichslandes Elsaß-Lothringen gewählt, dem er bis 1918 angehörte. Im Landtag gehörte er dem Präsidium an.

## Ehrungen
André Kiener wurde vielfach geehrt. So wurde er zum Kommerzienrat und zum Ritter der Ehrenlegion ernannt. Die Rue André Kiener in Colmar ist nach ihm benannt.